# Hedvábí matka
Matka je staplová příze z vláken získaných z poškozených kokonů a odpadu při smotávání přírodního hedvábí.
Pro příze a tkaniny z tohoto materiálu se používá také označení matká.

## Z historie
Původ spřádání hedvábných vláken není známý. Označení matka se používá v Ásámu pro hliněnou nádobu, do které ukládaly přadleny hotový ručně předený výrobek.
V 19. století předly v Indii (zpravidla muslimské) ženy vedle práce v domácnosti příze z poškozených kokonů bource morušového. Za 6 až 7 hodin zpracovaly partii cca 400 kokonů. Předení spočívalo v odvíjení svazku několika filamentů a zakrucování s pomocí bambusového kolíku s přeslenem. Na kolík se navíjela hotová příze, na její konec se napojil příští svazek vláken. Denní dávka hotové příze se stáhla z vřetena a ukládala do nádobky zvané látái (původně také matka) a když se nahromadilo asi asi 120–150 gramů prodávala se jako přadena na místním trhu.
Výdělek (v přibližném přepočtu na kurs koncem století) asi 0,12 USD za kilogram matka-příze byl tak nízký, že se předením zabývaly jen nejnuznější vrstvy obyvatelstva.
K výrobě tkanin se používaly stejné ruční/pedálové stavy jako pro bavlněné příze. Vyráběly se hladké (barvené v kuse), pruhované, pestře tkané, bělené, potiskované tkaniny, s výšivkami (jen pro místní trh).
Exkluzivní vzorované tkaniny se vyráběly na tzv. naksha-stavech (pořízené za čtyřnásobek ceny ručního stavu). Tyto pracovaly na podobném principu jako žakár, komplikovaný pohyb jednotlivých osnovních nití musel (namísto žakárských děrovaných karet) obslluhovat nejméně jeden pomocník tkalce. Zhotovení tkaniny s většími vzory např. na jedno sárí trvalo několik týdnů.
Tkalci patřili s měsíčními výdělky 8–15 Rp (2,40–4,50 USD) měsíčně téměř ke střední třídě společnosti. V naprosté většině hinduisté. Výjimkou bylo asi 30 muslímských rodin v (dnešním) bangladéšském okrsku Rajshahi známých jako výrobci oblíbených tkanin (mirgunge, dakrá aj).

## Matka v 21. století

### Výroba
Poškozené kokony bource morušového a příp. odpadlé útržky hedvábných filamentů pocházejí z indických svazový států Karnataka a Kašmír, zatímco výroba příze matka a tkanin matká se soustřeďuje na svazové státy Gudžarát, Západní Bengálsko a v bangladéšském okrsku Islampur.
Údaje o vyráběném množství nejsou publikovány, podle některých odhadů je podíl nesmotaných filamentů na celkovém výnosu z kokonů bource morušového asi 8 %, což odpovídá ve 3. dekádě 21. století možné celosvětové výrobě hedvábí matka a šapové příze v objemu nejméně 10 tisíc tun ročně.
Z dostupných odborných publikací není známo, jestli se od 19. století něco změnilo na způsobu výroby příze a tkanin. Podle všeobecných informací se příze vyrábí i nadále bez odklížení (odstranění sericinu), řemeslnou výrobou příze se zabývá nejméně 40 000 žen a v reginech se známou výrobou hedvábí matka se organizují exkurze pro turisty.
V Západním Bengálsku je organizováno volné sdružení si 80 ručních tkalců-specialistů, kteří vyrábějí matká na zakázky od jedné dezinatérské a obchodní organizace.
Matka se vyrábí v nepatrných množstvích také jako smotávané hedvábí. Cena této velmi nákladně vyrobené příze (z několikametrových útržků filamentů) je patřičně vysoká. (Např. jednobarevné oblekové tkaniny se nabízejí v maloobchodě za cca 25-50 €/m²)

### Vlastnosti
Příze je poměrně hrubá a nestejnoměrná, podobná lněné, ale měkčí a s hedvábným vzhledem.
Tkanina má většinou drsný povrch (který ale neškrabe), mimořádně hebký omak a je příjemná pro lidskou pokožku (při nošení).
Technické údaje nebyly dosud publikovány ani o přízi ani o tkaninách.

### Použití
svrchní oblečení, nábytkové potahy, závěsy

## Galerie
Vzorky tkanin z přelomu 19. na 20. století:

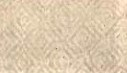
Šatovka z hedvábné matka-příze
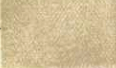
Tkanina z přírodního hedvábí v osnově a z hedvábí matka v útku
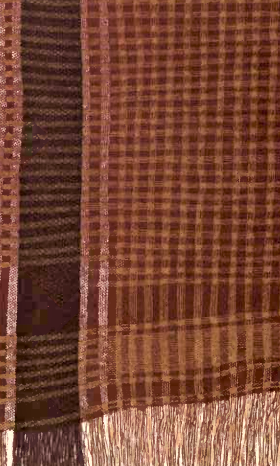
Tkanina matká s použitím na sárí